# Rehmannia henryi
Rehmannia henryi là một loài thực vật có hoa trong họ Mã đề. Loài này được N.E. Br. miêu tả khoa học đầu tiên năm 1909.